# Palmadusta lentiginosa
Palmadusta lentiginosa là một loài ốc biển, là động vật thân mềm chân bụng sống ở biển trong họ Cypraeidae, họ ốc sứ

## Phân bố
This secies occurs ở Biển Đỏ.